# SQLDBC
SQL Database Connectivity (SQLDBC), auch als HANA Client bezeichnet, ist eine Laufzeitbibliothek, die es Anwendungen erlaubt, SQL-Anweisungen auszuführen und auf Daten zuzugreifen und diese zu verarbeiten. Sie wird bei der Entwicklung von Anwendungen und Programmierschnittstellen für die Datenbanken SAP-MaxDB, Sybase und SAP HANA eingesetzt.
Die objektorientierte Struktur von SQLDBC ist von der Architektur ähnlich aufgebaut wie ODBC oder JDBC. Wegen ihrer Komplexität sagte man ODBC und JDBC nach, langsam zu sein. SQLDBC hingegen hat nur eine kleine Abstraktionsschicht und dementsprechend ein hohes Maß an Performancevorteilen. Dies macht SQLDBC ideal zum Entwickeln von Schnittstellen wie ODBC. Alle von SAP für SAP MaxDB entwickelten Datenbankschnittstellen außer JDBC basieren mittlerweile auf SQLDBC. Andererseits ist SQLDBC zur Anwendungsentwicklung geeignet. Die SQLDBC-Klassen wurden speziell für maximale Auf- und Abwärtskompatibilität entworfen. Obwohl es sich um C++ Objekte handelt, ist die Binärkompatibilität über mehrere Versionsgrenzen gewährleistet. Anwendungen, die SQLDBC als dynamische Bibliothek einsetzen, müssen nie neu übersetzt werden.